# Калі Учіс
Карлі-Маріна Лоайза, більш відома як Калі Учіс ([ˈuːtʃis] OO-cheess), — американська співачка та авторка пісень. У 2018 році Калі записала дебютний студійний альбом Isolation, який отримав широке визнання, а сингл «Telepatía» 2021 року став її першим сольним хітом у чартах US Billboard Hot 100. Третій студійний альбом Red Moon in Venus (2023) увійшов до топ-10 Billboard 200.
З синглом Kaytranada «10%» 2019 року Калі отримала премію «Греммі» за найкращий танцювальний запис. До інших значимих нагород можна включити American Music Award, дві музичні нагороди Billboard та номінацію на Latin Grammy Award.

## Раннє життя
Учіс народилася як Карлі-Маріна Лоаїза в Александрії, штат Вірджинія, 17 липня 1994 року в сім'ї місцевої матері-американки та батька-колумбійця з Перейри. Її батьки познайомилися наприкінці 1980-х років, проте її тато повернувся до Колумбії, коли Учіс навчалася в середній школі. Згодом вона проводила літо в Колумбії з батьком, дядьками та тітками. Протягом навчального року вона жила з мамою та старшими братами та сестрами. У середній школі вона навчилася грати на фортепіано та саксофоні. Брала участь у джазовому гурті. Калі часто пропускала заняття, щоб проводити час у фотолабораторії, знімаючи експериментальні короткометражні фільми. Її інтерес до фотографії допоміг у створенні обкладинки мікстейпу. Прогули уроків і порушення комендантської години, встановленої її батьками, призвели до того, що її вигнали з дому. Цей час вона жила у своїй машині та писала пісні на клавіатурі, які згодом увійшли до її дебютного мікстейпу Drunken Balble (2012). Вона також писала вірші і спочатку не збиралася співати, бо її більше цікавила режесура, ніж надмірна уваги. Батько дав їй прізвисько «Калі Учіс» яке співачка викоритсла як своє сценічне ім'я.

## Кар'єра

### 2012—2016:«Drunken Babble»і«Por Vida».
Невдовзі після закінчення навчання Учіс випустила свій дебютний мікстейп Drunken Babble 1 серпня 2012 року. Цей мікстейп був описаний як «непідвладний жанру», зі значним впливом ду-вапу, реггі та R&B початку 2000-х років. У 2014 році вона співпрацювала з репером Снуп Доггом над піснею «On Edge» для його мікстейпу «That's My Work 3».
У лютому 2015 року артистка випустила свій дебютний EP Por Vida. Проект включав продукцію різних музикантів, зокрема Diplo, Tyler, the Creator, Kaytranada та BadBadNotGood. Вона вирушила у свій перший тур у жовтні 2015 року з Леоном Бріджесом, гастролюючи Сполученими Штатами та частинами Канади.

### 2017—2018: Прорив із«Isolation»

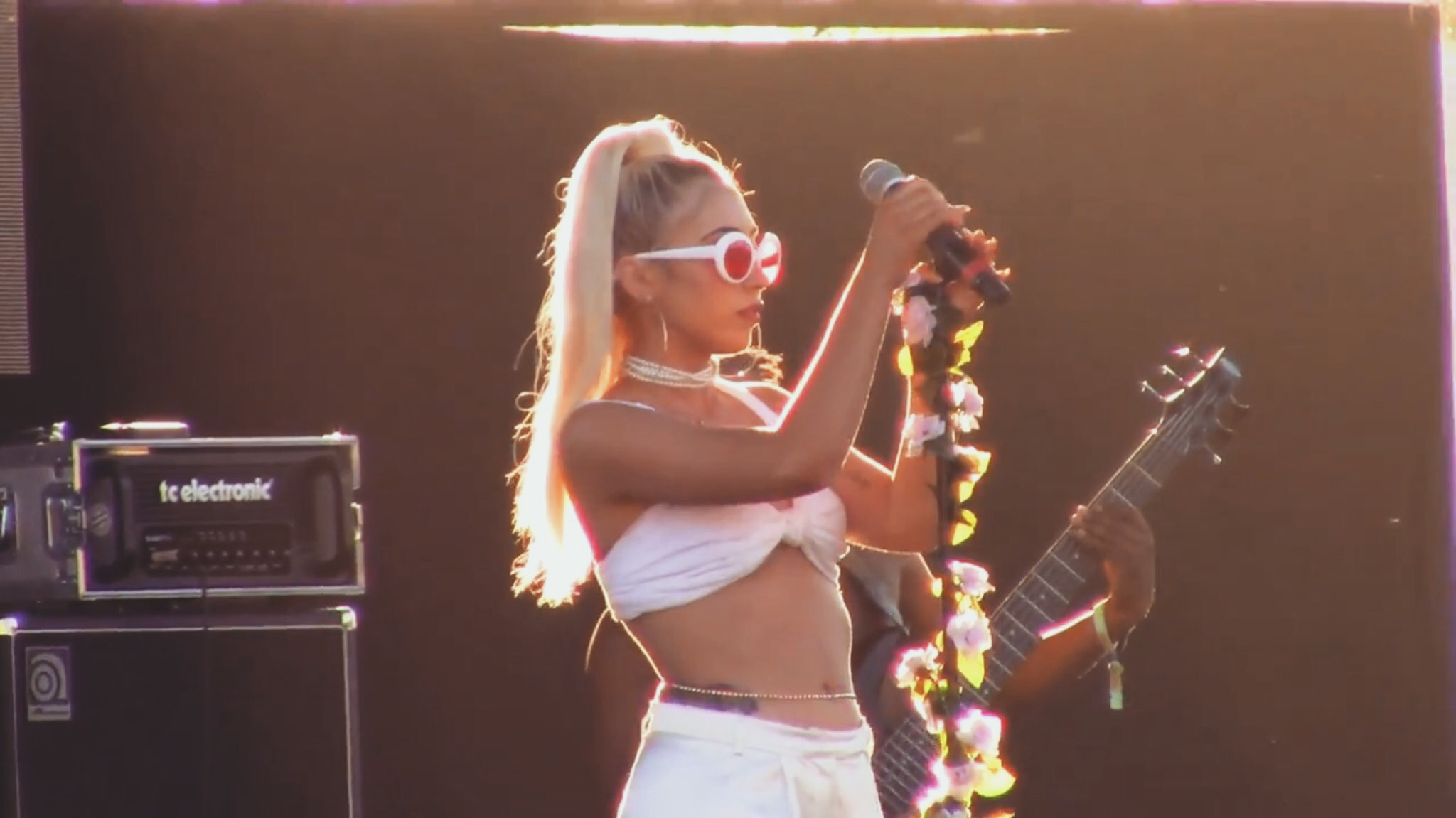
Виступ у 2017 році

У квітні 2017 року вийшов 5-й студійний альбом Gorillaz, Humanz, який містив пісні за участю співачки, а саме «She's My Collar»; «Ticker Tape» — бонус-трек із Deluxe Edition альбому; і «She's My Collar (Kali Uchis Spanish Special)» — бонус-трек із Super Deluxe Edition альбому. Наступного місяця Калі Учіс випустила трек «Tyrant» за участю англійської співачки Джоржі Сміт, який став головним синглом з її майбутнього дебютного студійного альбому. У червні 2017 року вона оголосила про свій перший хедлайнерський тур, зокрема північноамериканський тур на підтримку альбому. Він проходив із серпня по жовтень 2017 року, розпочавшись на фестивалі музики та мистецтв Outside Lands у Сан-Франциско, із зупинкою на музичному фестивалі Pop Montreal. 25 серпня 2017 року вийшов трек «Nuestro Planeta» з Reykon як другий сингл з альбому У жовтні 2017 року Учіс була номінована на премію Latin Grammy як «Запис року» за «El Ratico», її спільну роботу з колумбійським музикантом Хуанесом. Вона також була номінована на премію «Греммі» за найкраще R&amp;B-виконання на 60-й щорічній церемонії вручення премії «Греммі» за «Get You», її спільну роботу з канадським співаком Даніелем Цезарем.
Співачка брала участь у деяких північноамериканських концертах разом з Ланою Дель Рей під час вибраних північноамериканських арен її світового туру, LA to the Moon Tour, з 15 січня по 16 лютого 2018 року " After the Storm ", композиція за участю Тайлера, Творця та Бутсі Коллінза, вийшла як третій сингл у січні 2018 року, після чого було анонсовано Isolationn у березні 2018 року, яке відбулося під час виступу Калі на The Tonight Show. Isolation офіційно вийшов у всьому світі 6 квітня 2018 року Він отримав широке визнання критиків.

### 2019—2021:To Feel AliveіSin Miedo (del Amor y Otros Demonios)
У червні 2019 року Учіс співпрацювала з американським R&B-гуртом Free Nationals та американським репером Маком Міллером над синглом «Time», який став першим офіційним посмертним релізом Міллера після його смерті 7 вересня 2018 року. У грудні 2019 року Учіс випустила «Solita», який спочатку планувався стати головним синглом її майбутнього другого студійного альбому, пізніше його виключили з остаточного списку треків. Однак пісня буде включена як бонус-трек на вініловому релізі альбому. 9 грудня 2019 року Калі Учіс була представлена в синглі «10 %» канадського продюсера Kaytranada. Ця пісня отримала нагороду Греммі за найкращий танцювальний запис на 63-й щорічній церемонії вручення премії Греммі. Пізніше Учіс була представлена у шостому студійному альбомі Little Dragon New Me, Same Us для реміксу пісні «Are You Feeling Sad?». 24 квітня 2020 року Uchis випустила розширену п'єсу під назвою To Feel Alive.
7 серпня 2020 року Учіс випустила пісню Aquí Yo Mando " разом із американським репером Ріко Насті. Раніше пісня була представлена в епізоді серіалу HBO Insecure. «Aquí Yo Mando» є головним синглом з другого студійного альбому Учіс, Sin Miedo (del Amor y Otros Demonios), який є її першим проектом, переважно іспанською. «La Luz» з Джаєм Кортезом вийшов як другий сингл альбому 1 жовтня 2020 року Пізніше того ж місяця 26 жовтня вийшов кліп на пісню, 6 листопада було опубліковано попереднє замовлення альбому, а трек-лист був оприлюднений пізніше 13 листопада. 17 листопада «Te Pongo Mal (Préndelo)» з Jowell &amp; Randy вийшов як єдиний рекламний сингл альбому. Альбом вийшов 18 листопада 2020 року та досяг 1-го місця в чарті Billboard Top Latin Albums Chart.
Після ліп-сінк челенджу на платформі TikTok, «Telepatía» з другого студійного альбому Uchis отримала сплеск популярності на початку 2021 року. Перш ніж вийти як сингл, пісня дебютувала в топ-10 чарту Billboard Hot Latin Songs, а пізніше досягла вершини чарту 22 травня 2021 року. Пісня також посіла третє місце в топ-50 Spotify у США та друге місце в глобальному топ-50 сервісу «Telepatía» посіла 25 місце в Billboard Hot 100. Після відродження пісні успіх приніс Sin Miedo (del Amor y Otros Demonios) до чарту Billboard 200, досягнувши 52 місця. 18 червня 2021 року її бойфренд Дон Толівер випустив спільний з Калі альбом під назвою «Drugs N Hella Melodies», який був виданий, як другий сингл із другого студійного альбому Толівер «Life of a Don». 29 вересня 2021 року Учіс випустив сингл «Fue Mejor» із SZA. Пісня представлена як бонус-трек у розширеному виданні Sin Miedo (del Amor y Otros Demonios).

### 2022–тепер:Red Moon in VenusіOrquídeas
21 квітня 2022 року Учіс оголосила на червоній доріжці церемонії Latin American Music Awards, що вона завершила роботу над третім і четвертим студійними альбомами: один іспанською та один англійською. 15 серпня 2022 року вона поділилася фрагментом пісні під впливом хауса під назвою «No Hay Ley» у своїх соціальних мережах, яка вийшла як сингл 2 вересня 2022 року
19 січня 2023 року Учіс випустила пісню «I Wish you Roses» разом із відеокліпом, як перший сингл для її майбутнього альбому. 23 січня 2023 року Учіс анонсувала свій третій студійний альбом Red Moon in Venus, який вийшов 3 березня 2023 року разом із супутнім туром за участю спеціального гостя RAYE. Тур розпочався 25 квітня 2023 року в Остіні, штат Техас, і завершився 30 травня 2023 року у Фініксі, штат Аризона. 15 лютого 2023 року бойфренд Учіс Дон Толівер випустив спільний з нею альбом під назвою «4 Me», сингл для студійного альбому Толівер «Love Sick». 24 лютого 2023 року співачка випустила пісню «Moonlight» як другий сингл для «Red Moon in Venus», авторами якої стали Бенні Бланко, Cashmere Cat і Леон Мічелс. Сам альбом вийшов 3 березня 2023 року, у ньому взяли участь Омар Аполло, Толівер і Саммер Вокер.
У липні 2023 року Учіс оголосила про «нову еру» для своєї музики разом із новим синглом під назвою «Muñekita» за участю El Alfa та JT, як перший сингл для її майбутнього альбому.
12 січня 2024 року вийшов четвертий студійний альбом Orquídeas з 14 пісень, що був написаний майже винятково іспанською мовою. Після релізу альбом став найуспішнішим в кар'єрі Калі Учіс, зайнявши другий щабель в хіт-параді Billboard 200.

## Артистизм

### Вплив
Калі Учіс зазначає, що на неї вплинула музика 1960-х з її сумішшю з раннього соулу, ритм-енд-блюзу та ду-вапу, сказавши: «Музично та естетично її культура просто надихає мене». Вона також згадувала, що їй подобається джаз, заявивши, що з початку своєї кар'єри вона черпає музичне натхнення від Елли Фіцджеральд і Біллі Холідей. Інші музиканти, яких вона вказала як натхненників для свого звучання, це Кертіс Мейфілд, Loose Ends, Ральфі Паган та Ірма Томас. На неї також вплинули Селія Круз, Сальма Гаєк, Ла Лупе, Селена, Шакіра та Айві Квін, захоплюється співачкою Мерайєю Кері.

## Особисте життя
З 2020 року Учіс перебуває у стосунках з американським репером Доном Толівером. Вона відкрита бісексуалка і доволі части репрезентує це у своїй музиці та публічному образі.

## Дискографія
- Ізоляція (2018)
- Sin Miedo (del Amor y Otros Demonios) (2020)
- Red Moon in Venus (2023)
- Orquídeas (2024)